# Сацума (Каґосіма)

Сацума (яп. さつま町, さつまちょう, сацума тьо) — містечко в Японії, у північно-західній частині префектури Каґосіма.